# Criopsis
Criopsis is een kevergeslacht uit de familie van de boktorren (Cerambycidae). De wetenschappelijke naam van het geslacht werd voor het eerst geldig gepubliceerd in 1861 door Thomson.

## Soorten
Criopsis is monotypisch en omvat slechts de volgende soort:
- Criopsis curtus Thomson, 1861